# Wilpert
Wilpert ist ein vor allem in Deutschland vorkommender Familienname; er ist eine Lautvariante zu Wilbert und wie dieser abgeleitet vom männlichen Vornamen Wilbert.

## Namensträger
- Bernhard Wilpert (1936–2007), deutscher Psychologe
- Bettina Wilpert (* 1989), deutsche Schriftstellerin
- Carl von Wilpert (1778–1839), deutsch-baltischer Arzt
- Carl Ludwig Wilpert (1785–1861), deutsch-baltischer lutherischer Geistlicher, Generalsuperintendent von Kurland
- Christian Georg Wilpert (1742–1813), deutsch-baltischer lutherischer Geistlicher
- Clara Wilpert (Dichterin) (1835–1859), deutsch-baltische Dichterin
- Clara B. Wilpert (* 1941), deutsche Ethnologin
- Czarina Wilpert (* um 1950), deutsche Soziologin
- Friedrich von Wilpert (1893–1990), deutscher Journalist, Chefredakteur und Buchautor
- Gero von Wilpert (1933–2009), deutscher Literaturwissenschaftler
- Günter Wilpert (1933–2006), deutscher Trompeter, Musikpädagoge und Komponist
- Gustav Wilpert (1795–1851), deutsch-baltischer Jurist, Mitbegründer der Urburschenschaft, Hofgerichtsadvokat in Riga
- Jakob Friedrich Wilpert (1741–1812), deutsch-baltischer Kaufmann, Bürgermeister von Riga
- James von Wilpert (1835–1926), deutsch-baltischer Arzt, medizinischer Schriftsteller.
- Joseph Wilpert (1857–1944), deutscher Christlicher Archäologe
- Paul Wilpert (Philosoph) (1906–1967), deutscher Philosoph
- Paul Wilpert (Politiker) (1925–2011), deutscher Politiker (SED)
- Richard von Wilpert (1862–1918), deutsch-baltischer Lehrer und Schriftsteller
- Victor von Wilpert (1861–1936), deutsch-baltischer Lehrer und Historiker

Siehe auch: Wilpert (Adelsgeschlecht), deutsch-baltisches Adelsgeschlecht